# AV 03 Speyer
Der AV 03 Speyer ist ein Sportverein aus der Stadt Speyer in Rheinland-Pfalz.

## Historisches
Der AV 03 Speyer ging im Jahre 1903 aus einer Abspaltung von 21 Sportlern des um 1900 gegründeten Vereins Germania Speier hervor.
Mit der Gründung der Athletengesellschaft Rheinland Speier im Jahre 1907 existierten zur damaligen Zeit insgesamt drei Vereine, in welchen die Sportart Gewichtheben betrieben werden konnte. Da Karl Berg zu dieser Zeit die Scheibenhantel noch nicht erfunden hatte, stand allerdings weniger der sportliche Wettkampf untereinander, vielmehr die reine Präsentation des Sports auf Volksfesten im Vordergrund.
Als sich der „Wettkampfaspekt“ im Gewichtheben mehr und mehr durchsetzte, lösten sich die Athletengesellschaft Rheinland Speier und Germania Speier auf, vermutlich kurz vor und nach dem Ersten Weltkrieg, während unter anderem die Teilnahme des AV 03-Sportlers Willi Osché an der Arbeiterolympiade zu ersten kleinen Schlagzeilen und dem Fortbestehen des Vereins beitrug.
In den 1950er Jahren konnte der AV 03 Speyer mit der Mannschaft Georg Häussler, Willi und Kurt Reinhardt, August Scherer, Josef Kaiser und Karl Hauck den Titel Pfalz- und Südwestmeister gewinnen.
Zwischen 1973 und 1976 gehörte man erstmals der 1. Bundesliga an. Den Wiederaufstieg in die Bundesliga konnte man im Jahr 2004 feiern. Am Ende der Saison 2006/07 stieg man wieder in die 2. Bundesliga ab.
In der Saison 2009/10 qualifizierte man sich erneut für die höchste Klasse des deutschen Mannschaftssports Gewichtheben und konnte in der Saison 2010/11 erstmals in der Vereinsgeschichte den Titel Deutscher Mannschaftsmeister im Gewichtheben gewinnen, nachdem man zuvor Meister der Bundesliga-Staffel Mitte vor dem SV Germania Obrigheim geworden war. 2015 wurde Speyer zum zweiten Mal und 2016 zum dritten Mal Deutscher Meister.
Am 21. April 2018 gelang dem Sieger der 2. Bundesliga Gruppe A, der zweiten Mannschaft des AV 03 Speyer, das Finale der 2. Bundesliga 2017/2018 in heimischer Halle mit 623,2kp gegen den KSV Grünstadt mit 588,2kp und dem KSV Regensburg 493,0kp für sich zu entscheiden und legte somit den „Grundstein“ für das „historische Double“, das die erste Mannschaft mit dem Titelgewinn in der 1. Bundesliga in der darauffolgenden Woche komplettierte.

## Abteilungen

### Gewichtheben
Die Gewichtheberabteilung des Vereins ist bereits seit der Gründungszeit aktiv und hebt momentan in der Staffel Mitte der 1. Bundesliga des Bundesverbands Deutscher Gewichtheber. In der Saison 2010/11, zu der man sich mit mehreren Hebern verstärkt hatte, konnte am 7. Mai 2011 erstmals in der Vereinsgeschichte der deutsche Meistertitel erkämpft werden.
Auf Grund der räumlichen Einschränkungen – die Sporthalle des AV 03 Speyer nimmt nur ca. 350 Besucher auf –, wurde das Finale in einem eigens dafür errichteten 1200-Mann-Zelt durchgeführt. Dieses beherbergte bei der Veranstaltung ca. 1000 Besucher (unter anderem den Ministerpräsidenten des Landes Rheinland-Pfalz, Kurt Beck).
Die Mannschaftsaufstellung an diesem Abend lautete: Lars Blanke, Jürgen Spieß, Almir Velagic, Artyom Shaloyan, Hovhannes Amreyan und Gevorg Davtyan. Als Ersatz hatte man Marcel Schwarz und Alexander Moskwitin nominiert. Tom Goegebuer konnte nicht eingesetzt werden, da dieser nach den Europameisterschaften 2011 in Kasan noch nicht wieder fit war. Somit hatte der AV 03 Speyer fünf Teilnehmer der Olympischen Spiele 2008 in seinen Reihen.
Am 9. Mai 2015 konnte in der Obrigheimer Neckarhalle gegen den SV Germania Obrigheim mit 891,3 zu 843,3 Punkten der zweite Titel erkämpft werden. Die Finalmannschaft bestand aus Julia Schwarzbach, Tom Goegebuer, Tom Schwarzbach, Marcel Schwarz, Jürgen Spieß, Alexej Prochorow und Almir Velagic, Ersatz war Christina Spindler. Im Halbfinale hatte man sich, in Hin- und Rückkampf, gegen den Chemnitzer AC um Robby Behm und Adrian Zieliński durchgesetzt, den Heimkampf verlegte man diesmal in die „Halle 101“, eine ausgediente Flugzeugbauhalle in Speyer, um einer erwartet höheren Zuschauerzahl gerecht werden zu können.
In Chemnitz, im „Haus des Gastes Reichenbrand“, gelang der Mannschaft am 20. März 2016 die Titelverteidigung. Die Speyerer Staffel, die in der Besetzung Julia Schwarzbach, Tom Goegebuer, Max Platzer, Tom Schwarzbach, Jürgen Spieß und Almir Velagic antrat, entschied das Finale gegen den Gastgeber Chemnitzer AC um Max Lang klar mit 807,0 zu 898,0 für sich und feierte damit den insgesamt dritten Meistertitel der Vereinsgeschichte.
Am 11. März 2017 wurde gegen den Chemnitzer AC im Hinkampf des Halbfinales der deutschen Mannschaftsmeisterschaft 2017 ein Vereinsrekord mit 1000,2 Kilopunkten aufgestellt. Am 22. April 2017 errang die AV-Staffel um Kapitän Jürgen Spieß mit einer Zweikampfleistung von 995,6 kp den dritten Titelgewinn in Folge, vor dem Berliner TSC mit 811,8 kp und dem SV Germania Obrigheim mit 802,8 kp. Der kurzfristige verletzungsbedingte Ausfall von Almir Velagic konnte kompensiert werden. Speyer trat mit Josué Brachi García, David Sánchez López, Björn Günther, Tom Schwarzbach, Jürgen Spieß und Alexej Prochorow an, komplettiert durch die Ersatzathleten Christina Spindler und Max Platzer.
Am 28. April 2018 gelang der AV-Staffel um Kapitän Jürgen Spieß, auswärts in Samswegeen, mit einer Zweikampfleistung von 905,0 kp der vierte Titelgewinn in Folge, vor dem SV Germania Obrigheim mit 890,0 kp und dem SSV Samswegen mit 831,7 kp. Speyer trat mit Josué Brachi García, David Sánchez López, Björn Günther, André Winter, Jürgen Spieß und Almir Velagicw an, komplettiert durch die Ersatzathleten Christina Spindler und Max Platzer.
Erfolge Gewichtheben
- Deutscher Meister: 2011, 2015, 2016, 2017, 2018, 2021, 2022, 2024
- Finalteilnahmen: 2011, 2012, 2013, 2015, 2016, 2017, 2018, 2021, 2022, 2023, 2024

### Weitere Abteilungen
- Ringen: Die Ringerabteilung ist eine der Gründungsabteilungen des Athletenvereins aus dem Jahre 1903.
- Boxen: Die Boxabteilung des AV 03 Speyer konnte in jüngerer Vergangenheit Erfolge in der Nachwuchsarbeit feiern. So wurde Lorin Sayim im Jahr 2023 Deutsche Meisterin in der Altersklasse U15.[1] Im gleichen Jahr erkämpfte sich Josephine Huck den Titel der Deutschen Hochschulmeisterin im Leichtgewicht der Frauen (bis 60 kg).[2]
- Kegeln
- Gymnastik
- Boule

## Sportanlagen
Das Vereinsheim des AV 03 Speyer liegt, mit der Adresse Raiffeisenstr. 14, zwischen dem „Eselsdamm“ und dem Rhein. Das Gebäude befindet sich komplett in Vereinsbesitz. Es beinhaltet eine Sportkegelanlage mit vier Bahnen, eine Gaststätte inklusive eines Tagungszimmers, einen Trainingsraum für die Abteilung Gewichtheben, die „große Halle“ (Mehrzweckhalle), in der die Veranstaltungen abgehalten werden und unter der Woche Boxen und Gymnastik trainiert wird. Die Ringer trainieren in einer 2004 eigens dafür errichteten Ringerhalle, die zu Ehren des Ehrenvorsitzenden „Friedel Hinderberger Halle“ getauft wurde. Im Jahre 2022 wurde eine neu errichtete Trainingshalle „Athletikhalle“ eingeweiht.